# قصر (لبنان)
قصر (به عربی: قصر الهرمل) یک منطقهٔ مسکونی در لبنان است که در شهرستان هرمل واقع شده‌است.